# Nong Na Kham (huyện)
Nong Na Kham (tiếng Thái: หนองนาคำ) là một huyện (amphoe) của tỉnh Khon Kaen, đông bắc Thái Lan.

## Lịch sử
Tiểu huyện (king amphoe) đã được thành lập vào ngày 30 tháng 4 năm 1994 thông qua việc tách ra từ huyện Phu Wiang.
Theo quyết định ngày 1 tháng 5 năm 2007 của chính phủ Thái Lan, tất cả 81 tiểu huyện sẽ được nâng thành huyện. Với việc đăng công báo hoàng gia ngày 24 tháng 8, việc nâng cấp này thành chính thức.

## Địa lý
Các huyện giáp ranh (từ phía bắc theo chiều kim đồng hồ) Si Bun Rueang và Non Sang của tỉnh Nongbua Lamphu, Phu Wiang, Wiang Kao và Si Chomphu của tỉnh Khon Kaen.

## Hành chính
Huyện này được chia ra thành 3 phó huyện (tambon), các đơn vị này lại được chia thành 34 làng (muban). Không có khu vực đô thị, có 3 Tổ chức hành chính tambon.
| STT. | Tên      | Tên Thái | Số làng | Dân số |  |
| ---- | -------- | -------- | ------- | ------ |  |
| 1.   | Kut That | กุดธาตุ    | 16      | 11.762 |  |
| 2.   | Ban Khok | บ้านโคก   | 8       | 4.810  |  |
| 3.   | Khanuan  | ขนวน     | 10      | 6.830  |  |